# Groó Vilmos
Groó Vilmos (Korompa, 1843. október 8. – Makó, 1906. november 28.) tanár, pedagógiai író, a Znióváraljai Tanítóképző igazgatója, majd magyar királyi tanfelügyelő. A pedagógiában a magyarosító nemzetiségi politika híve.

## Életpályája

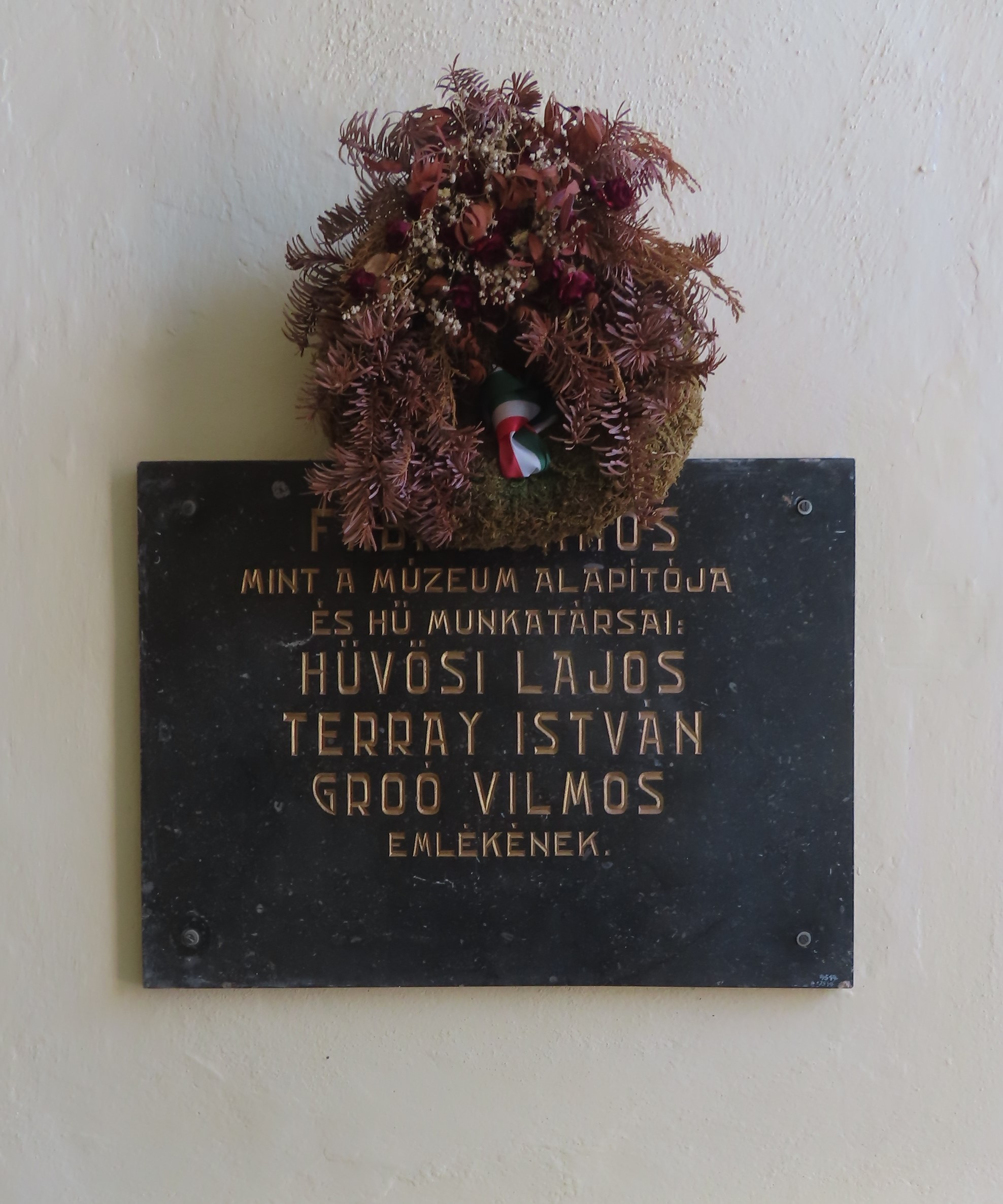
Emléktáblája Rimaszombatban

Szepességi evangélikus családból származott. Apja Groó János a korompa-hernádi vasgyár tisztviselője, anyja Nováky Mária. Testvérei Groó G. Lajos (1851–1914) tanító és Gabos Gyuláné Groó Ida. Felesége Fábry Gizella, fia Groó Béla (1878–1962) orvos, balneológus, a Margitszigeti Gyógyfürdő és Szanatórium igazgató-főorvosa.
A gimnáziumot és akadémiai tanfolyamot Kézsmárkon és Eperjesen végezte. A harmadik évben megbízták egy évre az eperjesi ágostai evangélikus fiúskola 3. és 4. osztályainak vezetésével. 1866-ban nevelői állást vállalt Tiszaroffon, ahonnan 1869 elején báró Eötvös József államsegéllyen és képzőintézeti tanárjelölt minőségben a poroszországi tanárképzőkbe küldte ki. Hentschel (Pestalozzi tanítványa) és Hill (siketnéma intézet igazgatója) módszereinek megfigyelése mellett, pedagógiai tanulmányutat tett Németországban több tanítógyűlés, tanítóképző és falusi iskola látogatására. Egy év múlva a Kehr igazgatása alatt levő gothai tanítóképzőbe ment és ott négy hónapig tanított, hasonlóan a weissenfelsi gyakorlóiskolában is. Hazatérve útjába ejtette a rajna-vidéki és svájci tanítóképzőket és részt vett a német általános bécsi tanítógyűlésen is.
1870-ben a znióváraljai állami tanítóképző szervezésével és igazgatásával, 1876-ban a gömör-kishonti tankerület felügyeletével bízták meg. A szlovák iskolákban a magyar nyelv terjesztésében szerzett érdemeket. Képzőintézeti növendékeit gyakoroltatta a kézi munka és házi ipar különböző ágaiban, ami a znióváraljai műfaragó tanműhely felállításához vezetett. 1876-1886 között 35 új, többnyire szakiskolát szervezett, a rajztanítást 169, a női kézimunkát 118, a háziipart 125 iskolában vezette be. Rimaszombatban temették el.
1872-ben előkerült kiscsepcsényi leletet valószínűleg ő tárta fel és helyezte el a Znióváraljai Tanítóképző gyűjteményében. A lelet egy része Munkácsra került. A helyszínen Vojtech Budinský-Krička végzett 1936-ban hitelesítő ásatást.
1884-től az MKE helyi képviselője Rimaszombatban. A Magyar Tanítók Turista Egyesületének választmányi tagja. A Gömör vármegyei múzeum egyik alapítója volt. 1893-tól a Magyar Pedagógiai Társaság tagja.
Pedagógiai cikkeket írt a Néptanítók Lapjába és a Magyar Tanügybe, illetve vidéki lapokba. A Gömör–Kishont lap szerkesztőbizottságának tagja volt.

## Művei
- 1869 A tanulók mint segédek az iskolában. Néptanítók Lapja.
- 1869 Két nap egy porosz falusi iskolában. Néptanítók Lapja.
- 1870 Két óra Klauwell A. lipcsei tanító iskolájában. Néptanítók Lapja.
- 1878 Gömör-Kishont t. egyesült megye népoktatási állapota az 1878-ik évben. Rimaszombat. (Ism. Protestáns Egyh. és Isk. Lap 1879)
- 1880-1881 Vezérkönyv a magyar nyelv tanítására tót ajkú népiskolákban - Tanítók számára I-II. Budapest.
- 1881 Magyar olvasó és gyakorlókönyv tót ajkú népiskolák számára I. Budapest. (Mind a két munka horvát, vend, orosz, rumén és sáros-zempléni tót kiadásban is megjelent. Budapest, 1882.)
- 1883 Mennyiben tehető az olvasókönyv a népiskolai oktatás súlypontjává? Mily vezérelvek szerint szerkesztessenek az olvasókönyvek s hogy állíttassanak elő? Budapest.